# Miwa Morikawa
Miwa Morikawa (jap. 森川 美和 Morikawa Miwa; ur. 22 lipca 1999) – japońska zapaśniczka walcząca w stylu wolnym. 
Złota medalistka mistrzostw świata w 2022, srebrna w 2021, brązowa w 2023 i 2024. Mistrzyni Azji w 2022 i 2025. Pierwsza w Pucharze Świata w 2017, 2018 i 2019. 
Pierwsza na MŚ U-23 w 2022 i druga w 2018. Mistrzyni świata juniorów w 2019; trzecia w 2018. Druga na MŚ kadetów w 2016 roku.